# Manuel du guerrier de la lumière
Manuel du guerrier de la lumière (Titre original : Manual do Guerreiro da Luz) est un livre écrit par l'écrivain brésilien Paulo Coelho, publié en 1997.
Paulo Coelho a initialement publié dans un journal brésilien de courtes chroniques centrées autour des « guerriers de la lumière » et il les a ensuite rassemblées dans un livre précédé d'un court texte introduisant le recueil.

## Synopsis
Il ne s'agit pas d'une histoire au sens conventionnel, mais d'un ensemble de textes courts présentant une philosophie de vie, prenant ses sources dans le Tao, la Bible ou le Talmud. On retrouve également ici le principe de la légende personnelle déjà développée dans L'Alchimiste.

## Citations
« Qu'est-ce qu'un guerrier de la lumière ?

- Tu le sais. C'est celui qui est capable de comprendre le miracle de la vie, de lutter jusqu'au bout pour ce en quoi il croit, et – alors – d'entendre les cloches que la mer fait retentir dans ses profondeurs. »

— Paulo Coelho, Manuel du guerrier de la lumière

« Le guerrier de la lumière croit. Parce qu'il croit aux miracles, les miracles commencent à se produire. »

— Paulo Coelho, Manuel du guerrier de la lumière